# بئانانا
بئانانا (به لاتین: Beanana) یک منطقهٔ مسکونی در ماداگاسکار است که در آمپارافاراوولا واقع شده‌است. بئانانا ۱۰٬۰۰۰ نفر جمعیت دارد و ۷۶۹ متر بالاتر از سطح دریا واقع شده‌است.